# Al-Kufa
Al-Kufa (ar. الكوفة, translit. al-Kūfah) – miasto we współczesnym Iraku około 170 km na południe od Bagdadu i 10 km na północny wschód od Nadżafu. Leży nad brzegami rzeki Eufrat. Szacunkowa liczba ludności wynosi 132.000 (2005).
Razem z Samarrą, Karbalą i Nadżafem, Al-Kufa jest jednym z czterech irackich miast, które mają największe znaczenie dla szyickich muzułmanów, co wiąże się m.in. z faktem, że było ono stolicą pierwszego imama szyitów Alego, kuzyna Mahometa.
Al-Kufa została założona w latach 637-638 (mniej więcej w tym samym czasie co Basra) w czasach drugiego kalifa Umara po zwycięstwie Arabów nad Bizancjum w bitwie nad rzeką Jarmuk w 636. Towarzysz Mahometa Sad ibn Abi Wakkas utworzył ją jako obóz wojskowy w sąsiedztwie Hiry, miasta arabskich Lachmidów. Miasto było znane nie-Arabom jako „Hira” oraz „Akula”, aż do konsolidacji przeprowadzonej przez Abd al-Malika w 691.